# ناحیه تساله
دائرة تسالة (به عربی: دائرة تسالة) یک سکونتگاه مسکونی در الجزایر است که در استان سیدی بلعباس واقع شده‌است.